# RK–3 Korszar

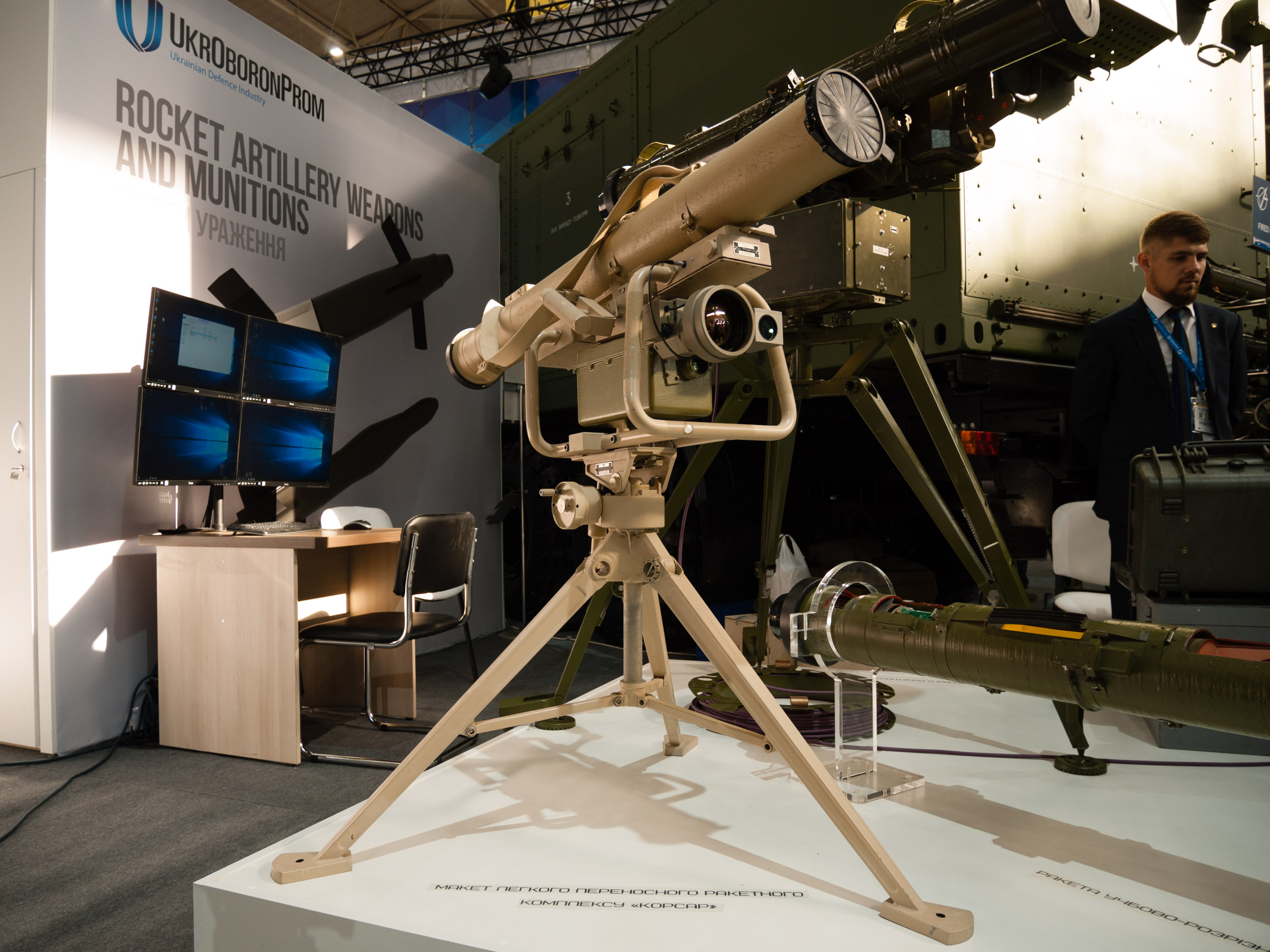
A Korszar állványra szerelt indítóberendezése az Izjumi Műszergyár által készített hőképalkotóval

A RK–3 Korszar (ukránul: Корсар) ukrán páncéltörő rakétarendszer, amelyet a kijevi Lucs tervezőiroda fejlesztett ki. Mozgó és nem mozgó páncélozott célok, valamint alacsonyan repülő légi célok megsemmisítésére szolgál. Állványról és fedezékből is indítható, emellett harcjárművek fegyvermoduljába is beépíthető. 2017 augusztusában rendszeresítették az Ukrán Fegyveres Erőknél.

## Története
Fejlesztése a 2000-es évek elején kezdődött a kijevi Lucs tervezőirodánál. A makettjét 2005-ben mutatták be először az IDEX–2005 hadiipari kiállításon, majd 2006-ban a technológiai modellje is látható volt.
A fegyver tesztelése 2013 júliusába kezdődött és 2013 decemberéig tartott. Erre az időre készítette el az Izjumi Műszergyár a páncéltörő rakétarendszer hordozható indítóberendezését az irányzóműszerrel. A fegyverrendszer 2015 nyarára került rendszeresíthető állapotba.
2014-ben mutatták be a páncélozott járművekhez és hajókhoz szánt Szarmat távirányítású fegyvermodult, amelynek készült egy Korszar páncéltörő rakétával és KT–12,7 géppuskával felszerelt változata is. Emellett a Blik–2M harci fegyvermodulba is integrálták.
Az Ukrán Nemzeti Gárda 2014-ben kapott 10 db KRAZ Spartan páncélozott járművet, melyeket Szarmat modullal szereltek fel. Hat járművet a nemzeti gárda Azov ezrede kapott meg.
Az Ukrán Fegyveres Erőknél 2017 augusztusában rendszeresítették. Ekkor kb. 50 db Szarmat rakétát vett át a hadsereg néhány indítóberendezéssel együtt.
2018 őszén mutatták be a modernizált változatát, amelynél a célzóberendezést egy görög gyártmányú infrakamerával látták el, így a rendszer éjszakai használatra is alkalmassá vált.

## Jellemzői
A Korszar félautomata, lézer vezetősugaras irányítású páncéltörő rakéta. Harckocsik, páncélozott harcjárművek, deszanthajók és kisebb páncélozott hajók, valamint egyéb kisméretű célok (pl. helikopter, UAV, megerősített fedezék) ellen használható. A Korszar rendszerhez az R–3 típusjelzésű páncéltörő rakéta, a tandem harci résszel ellátott R–3K és a repesz-romboló harci résszel szerelt R–3OF használható. Az R–3K 550 mm-es, dinamikus védelemmel ellátott páncél átütésére képes. Emellett a rakétához termobárikus robbanófej is rendelkezésre áll. A szilárd hajtóanyagú rakétahajtómű maximális üzemideje 12 másodperc, ez idő alatt a rakéta 2,5 km-es maximális hatótávolságot képes elérni. A cél felderítése és megjelölése optikai célzóberendezéssel történik, amely a látható spektrumban és infratartományban is működik. Az Izjumi Műszergyár által gyártott 3,5 kg tömegű PN–KU irányzóműszer négyszeres optikai nagyítást biztosít. A műszer 2,5 km-en 250 mm-nél kisebb hibával biztosítja a rakéta célba vezetését. A rakéta legnagyobb átmérője 107 mm, starttömege 13,5 kg, szállító-indító konténerrel együtt 15,4 kg. A teljes rendszer tömege rakétával együtt 26 kg. A rakéta indítható vállról, állványról, vagy mellvédre helyezve. Egy Korszar rendszer ára kb. 130 ezer USD, míg egy rakéta kb. 20 ezer USD-be kerül.